# Shane Bieber
Shane Robert Bieber (* 31. Mai 1995 in Orange, Kalifornien) ist ein amerikanischer Baseballspieler für die Cleveland Guardians in der Major League Baseball (MLB) auf der Position des Pitchers.

## Frühe Karriere
Bieber besuchte die Laguna Hills High School in Laguna Hills, Kalifornien. Als Senior im Jahr 2013 erzielte er 8 Wins, bei nur 4 Niederlagen mit einem Earned Run Average von 1,40. Nach seinem Abschluss verpflichtete er sich an der University of California, Santa Barbara zu spielen. In seinem Juniorjahr hatte er einen ERA von 2.74 bei 12 Wins und 4 Niederlagen in 18 Starts. Er wurde von den Cleveland Indians in der vierten Runde des Major League Baseball Draft 2016 ausgewählt.

## Karriere

### Cleveland Indians/Guardians
Die Cleveland Indians wählten Bieber in der 4. Runde des Major League Baseball Draft 2016 mit dem 122. Pick. Bieber unterschrieb anschließend mit den Indians.

#### Minor League Baseball
Bieber gab sein professionelles Debüt bei den Mahoning Valley Scrappers, bei welchen er die ganze Saison verbrachte. Dort pitchte er 24 Innings und hatte einen ERA von 0.38. Das Jahr 2017 verbrachte er aufgeteilt auf die Lake County Captains, Lynchburg Hillcats und Akron RubberDucks, wo er kombiniert 10–5 mit einem ERA von 2.86 in 28 Starts erzielte.
Das Jahr 2018 startete er mit den RubberDucks und wurde während der Saison zu den Triple-A-Team Columbus Clippers befördert. Dort erzielte er am 25. Mai ein regenverkürzten, sieben Inning No-Hitter gegen die Gwinnett Stripers. Die Cleveland Indians kauften Biebers Vertrag am 31. Mai 2018 und beförderten ihn in ihre aktive Liste.

#### 2018
Bieber gab sein Major League Debüt nach am gleichen Abend gegen die Minnesota Twins im Target Field. Er spielte für 5 2/3 Innings, mit acht Hits, vier Runs. einen Walk und sechs Strikeouts in einer 8:9-Niederlage. Seine erste MLB Saison schloss er 11–5 Win-Loss, mit einem ERA von 4.55 in 19 Starts ab.

#### 2019
Die Saison 2019 spielt Bieber ebenfalls bei den Indians. 2019 wurde er als All-Star zum MLB All-Star Game 2019 einberufen. Dort pitchte er das 5. Inning mit 19 Würfen. Anschließend wurde er zum All Star Game MVP ausgewählt.

#### 2020
In der aufgrund COVID-19 verkürzten Saison 2020 führte Bieber die MLB in den Kategorien Wins, Earned Run Average und Strikeouts an. Für seine Leistung wurde er mit dem Cy Young Award und der Triple Crown ausgezeichnet.

#### 2021
Am 18. Februar 2021 wurde bekannt gegeben, dass Bieber positiv auf COVID-19 getestet worden war. Er erholte sich jedoch rechtzeitig, um am ersten Spieltag der Saison 2021 für die Indians zu starten. Am 14. Juni wurde Bieber mit einer Zerrung des Unterschulterblattmuskel auf die Verletztenliste gesetzt. Am 25. Juli wurde er auf die 60-Tage-Verletzten-Liste übertragen. Bieber wurde am 24. September von der Verletztenliste genommen.

#### 2022
Am 22. März 2022 unterzeichnete Bieber einen 6-Millionen-Dollar-Vertrag mit den Guardians.
Im Jahr 2022 erzielte er in 200,0 Innings eine Bilanz von 13-8 mit einem ERA von 2,88.

#### 2023
Am 13. Januar 2023 stimmte Bieber einem Einjahresvertrag über 10,01 Millionen Dollar mit den Guardians für die Saison 2023 zu und vermied damit ein Gehaltsschiedsverfahren. Nachdem er am 15. Juli mit einer Ellenbogenentzündung auf die 15-Tage-Liste der Verletzten gesetzt wurde, wurde Bieber am 24. Juli auf die 60-Tage-Liste der Verletzten gesetzt.

## Persönliches
Bieber und seine langjährige Freundin Kara haben sich im Juli 2021 verlobt. Während der Saison wohnt Bieber in Westlake, Ohio, einem Vorort von Cleveland.
Da Biber der denselben Nachnamen wie der kanadische Sänger Justin Bieber trägt, wählte für das Players Weekend 2019 den Spitznamen "Not Justin". Justin Bieber wurde einige Wochen später mit einem "Not Shane Bieber"-Trikot gesehen. Bieber schenkte Justin später ein Indians-Trikot. Im selben Jahr wurde der Pitcher auf der Rückseite einer Topps-Baseballkarte fälschlicherweise als "Justin" bezeichnet, woraufhin beide Biebers auf Twitter über den Fehler scherzten.